# 유광 (임악약후)
유광(劉光, ? ~ 기원전 105년)은 전한 중기의 제후로, 중산정왕의 아들이다.

## 생애
원삭 4년(기원전 125년), 임악후(臨樂侯)에 봉해졌다.
원봉 6년(기원전 105년)에 죽으니 시호를 약(敦)이라 하였고, 아들 유건이 작위를 이었다.

## 출전
- 사마천, 《사기》 권21 건원이래왕자후자연표
- 반고, 《한서》 권15상 왕자후표 上